# Labastide-Rouairoux
 Labastide-Rouairoux  là một xã trong tỉnh Tarn thuộc vùng Occitanie ở miền nam nước Pháp. Xã này nằm ở khu vực có độ cao trung bình 364 mét trên mực nước biển.
Sông Thoré chảy theo hướng tây qua thị trấn.